# Albatros (2021)
Albatros ist ein Filmdrama von Xavier Beauvois, das im Juni 2021 bei den Internationalen Filmfestspielen Berlin seine Premiere feierte und am 3. November 2021 in die französischen Kinos kam.

## Handlung

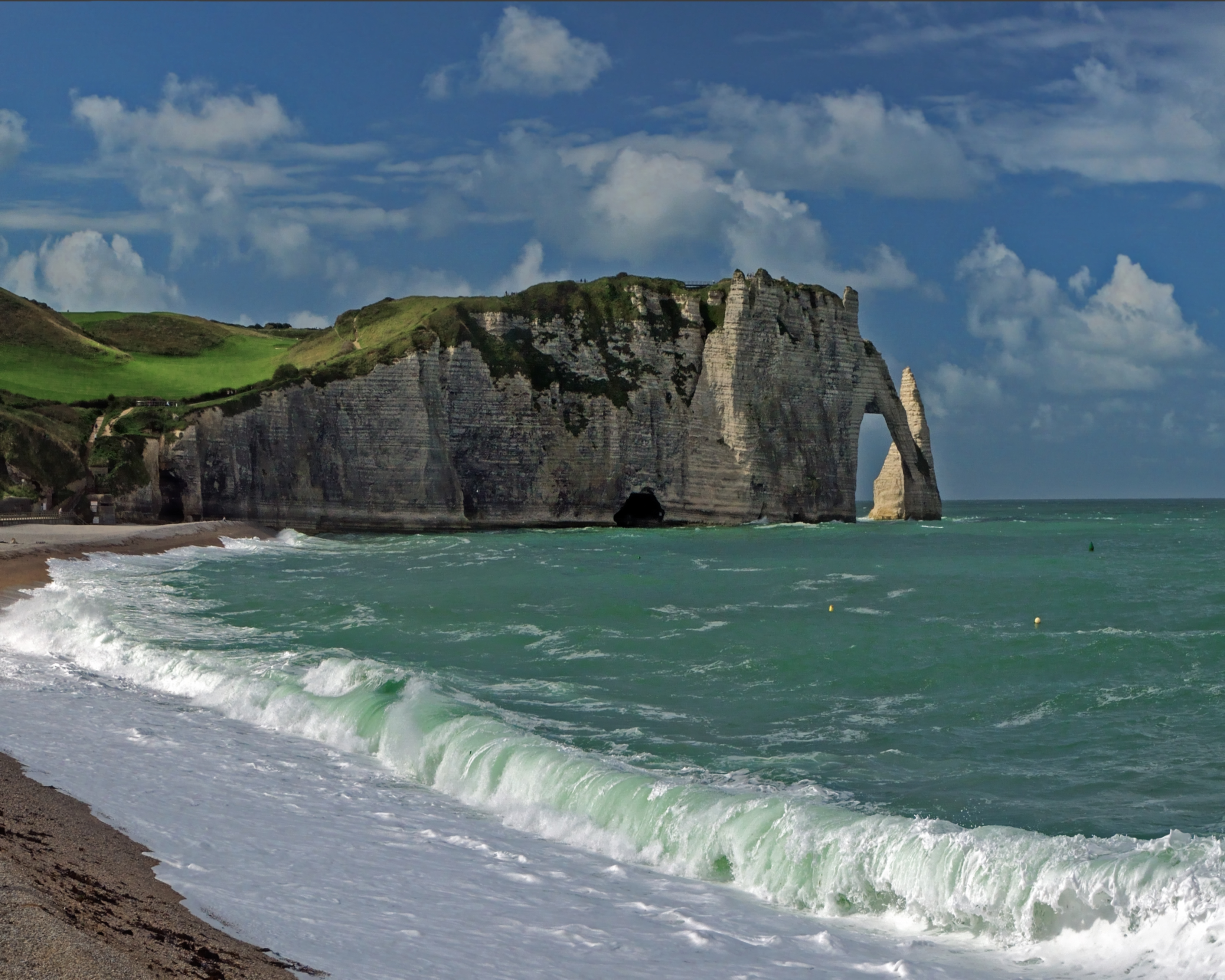
Die Küstenstadt Étretat in der Normandie, der Hauptdrehort des Films

Laurent Sandrail ist Brigadekommandeur der Gendarmerie von Étretat, einer kleinen Stadt in der Normandie. Der junge Mann liebt seinen Beruf, und er liebt Marie, mit der er eine Tochter namens Poulette hat. Sie leben gemeinsam in der Dienstwohnung direkt neben der Wache. Nach 10 Jahren wilder Ehe will Laurent die Mutter seines Kindes heiraten und macht ihr einen Antrag, den sie auch annimmt, auch wenn sie nicht sofort heiraten möchte.
Die Polizisten werden gerufen, wenn ein Betrunkener seine Zeche nicht zahlen will und klären Jugendliche über die Gefahren auf, wenn sie Drogen nehmen und dann auch noch am Straßenverkehr teilnehmen. Zu ihrer Arbeit gehört es auch, den Strand abzusperren, wenn das Bombenräumkommando dort wieder einmal Blindgänger sprengen muss. Am Strand haben sie es auch immer wieder mit Todesfällen zu tun, so wenn sich jemand in selbstmörderischer Absicht die Klippen hinabgestürzt hat. Zurzeit arbeiten Laurent und seine Kollegen an einem Fall von möglichem Kindesmissbrauch in einer Familie.
Wenn Laurent frei hat, fährt er am liebsten mit einem Freund auf dessen Segelboot raus auf Meer, um zu Angeln. Laurent ist sehr verbunden mit dem Meer. Das weiß auch seine Großmutter, die ihm daher vor ihrem Ableben ein Schiffsmodell schenkt, das sein Großvater ihr hinterließ und den Namen Albatross trägt.
Nachdem die Polizei eine große Menge Diebesgut sicherstellen konnte, soll der Bauer Julien Laforge Gerätschaften, die man ihm gestohlen hat, identifizieren. Julien, ein langjähriger Bekannter von Laurent, hat jedoch noch andere, weit größere Probleme. Er sieht sich gezwungen, den Hof aufzugeben, auf dem er Kühe versorgt, sollte das DDDP wirklich die neuen EU-Normen durchsetzen wollen. Als Beamte auf Juliens Hof auftauchen, um die Umsetzung der Richtlinien zu überprüfen, werden Laurent und seine Kollegen gerufen, um den aufgeregten Julien zu beruhigen. Der rast wütend vom Hof und fährt dabei einen Beamten der DDDP an. Weil Julien zudem bewaffnet ist, verfolgen sie ihn, doch er kann entkommen. Juliens Schwester Severine hat Verständnis, dass er sauer ist. Eigentlich sei ihr Bruder eine gute Seele, besonders Tieren gegenüber. Der Bauer Bruno soll die Kühe des Hofs melken, solang Julien verschwunden ist.
Als Laurents Kollege in der Kammer mit der Ausrüstung eine Überwachungskamera findet, die mit einem Bewegungsmelder ausgestattet ist, installieren sie diese vor Juliens Hof. Laurent wird nun regelmäßig per Smartphone über alle Bewegungen vor Ort informiert. An einem Tag im Herbst 2019, vier Tage nach Juliens Verschwinden, erfahren sie so von dessen Rückkehr zum Hof. Laurent und sein Kollege fahren mit Blaulicht dorthin, wo ihnen Julien die entdeckte Überwachungskamera vor die Füße wirft. Er will, dass sie gehen. Mit einem Gewehr in der Hand sagt er den beiden Polizisten, er habe alle Hoffnung aufgegeben, seinen Hof retten zu können. Als er das Gewehr unter seinem Kinn positioniert und die Finger auf den Abzug legt, gibt Laurent einen Schuss ab, um ihn von einem Selbstmord abzuhalten. Der am Oberschenkel getroffene Julien verliert viel Blut und stirbt vor ihren Augen, auch wenn sie versuchten die Wunde abzudrücken. Auch die Wiederbelebungsmaßnahmen des Rettungsdienstes bleiben ohne Erfolg.
Nun nimmt alles seinen vorgeschriebenen, bürokratischen Weg. Man testet, ob Laurent etwas getrunken hat, er muss seine Dienstwaffe abgeben und wird in Polizeigewahrsam genommen. Der Kommandant will Laurents Version der Geschehnisse hören, doch der bringt kaum ein Wort heraus und gesteht letztlich, er habe die Kontrolle über die Situation verloren. Laurent wollte mit dem Schuss nur bezwecken, dass Julien die Waffe fallen lässt. Er muss sich erklären, warum sie lediglich zu zweit zum Hof gefahren sind. Laurent hielt dies für eine gute Idee, weil er Julien schließlich kannte. Für Laurent war es das erste Mal, dass er im Dienst seine Waffe ziehen musste und auch das erste Mal, dass er jemanden getötet hat. Vor der Presse nutzen die Bauern die Gunst der Stunde und berichten von ihrer schwierigen Situation. Jeden Tag würde einer von ihnen Selbstmord begehen, und die Worte „Polizist“ und „Mörder“ verwenden sie in einem Satz. Laurent wird 10 Tage krankgeschrieben, um zur Ruhe zu kommen.
Vom Gericht erhält Laurent die Auflage, das Land nicht zu verlassen und auch keinen Kontakt mit Juliens Familie aufzunehmen. Er darf wieder nach Hause, dunkelt das Schlafzimmer ab und legt sich hin. Seine Tochter erfährt auf Schildern von den Vorwürfen gegen ihn, und auch Mitschüler nennen ihren Vater einen Mörder. Laurent lenkt sich mit dem Renovieren ihres Hauses ab, fährt alleine mit dem Boot raus und übernachtet auch an Bord. Er schreibt seinen Versetzungsantrag, schickt ihn ab, packt seine Einkäufe an Bord, nimmt die SIM-Karte aus seinem Smartphone und fährt mit Oliviers Boot einfach los. Seine Kollegen müssen melden, dass er sich Richtung Neufundland aufgemacht hat. Maria erfährt unterdessen, dass sie binnen eines Monats die Dienstwohnung verlassen müssen, und so packen sie alles in Kartons. Beim Auszug helfen Laurents Kollegen.
Der ständige Kampf gegen Wind und Wetter auf hoher See verlangt Laurent alles ab. All das scheint ihn aus dem katatonischen Zustand zu befreien, in den er seit der Unglücksnacht verfallen ist. Irgendwann ruft er Marie an. Als er zurückkommt, wartet sie mit Poulette am Hafen auf ihn. Unter ihrem Mantel trägt sie das Brautkleid, das sie gekauft hat.

## Produktion

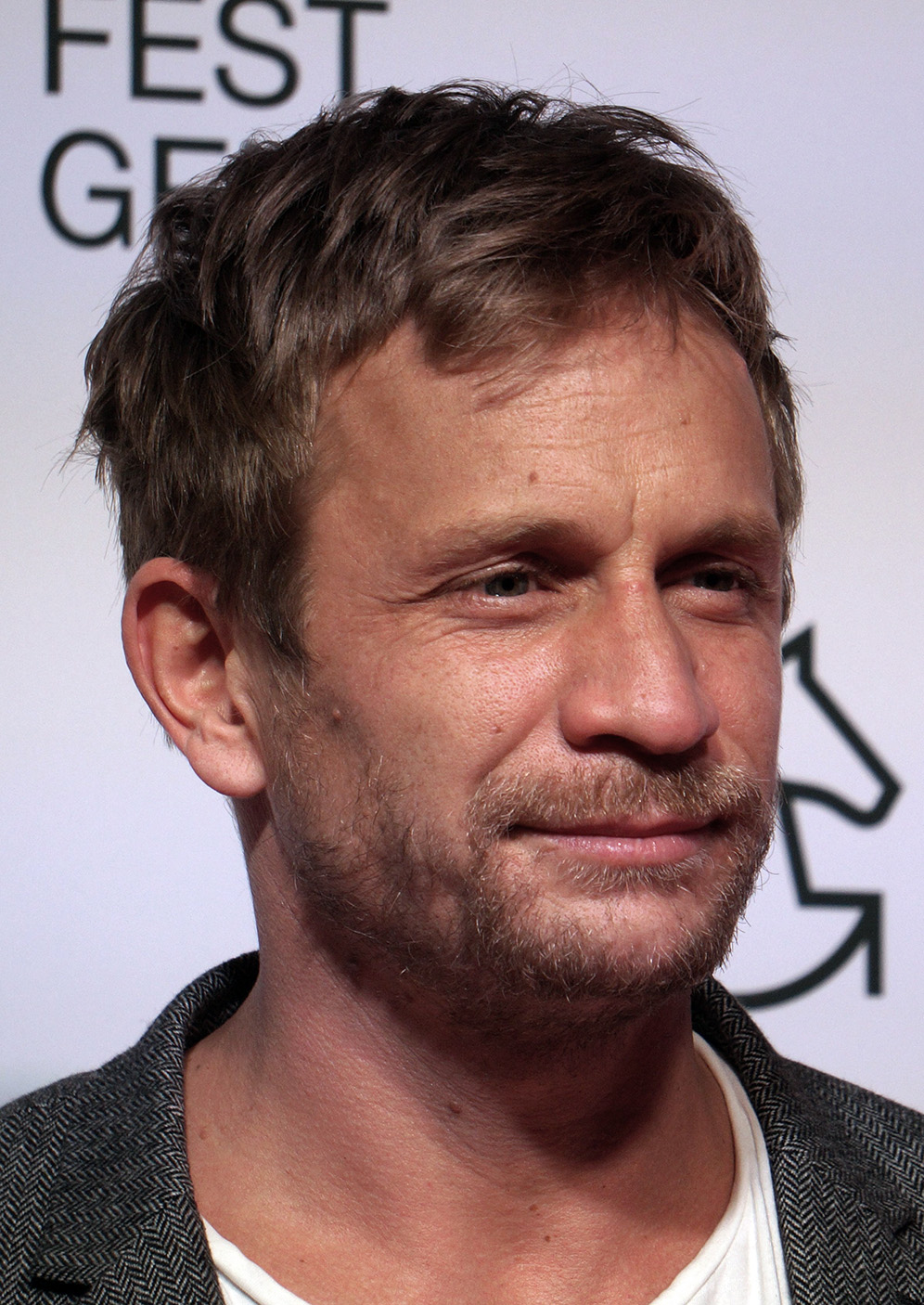
Jérémie Renier spielt Laurent

Regie führte Xavier Beauvois, der gemeinsam mit Frédérique Moreau und Marie-Julie Maille auch das Drehbuch schrieb.
Jérémie Renier spielt in der Hauptrolle den Brigadekommandeur Laurent Sandrail, Marie-Julie Maille seine Freundin Marie und die Kinderdarstellerin Madeleine Beauvois ihre Tochter Poulette. Iris Bry ist in der Rolle seiner Kollegin Carole zu sehen, Victor Belmondo und Olivier Pequery in den Rollen seiner Kollegen Quentin und Pierre. Geoffrey Sery übernahm die Rolle von Julien Laforge, den Laurent durch den Schuss von seinem Selbstmord abhalten will.
Gedreht wurde in der Normandie, zum Großteil in Étretat, und auf der französischen Gezeiteninsel Île d’Yeu. Als Kameramann fungierte Julien Hirsch.
Im Juni 2021 wurde der Film im Rahmen der Internationalen Filmfestspiele Berlin im Wettbewerb gezeigt. Der Kinostart in Frankreich erfolgte am 3. November 2021.

## Rezeption
Der Film schnitt im internationalen Kritikenspiegel der britischen Fachzeitschrift Screen International von allen 15 Wettbewerbsfilmen mit 2,3 von vier möglichen Sternen am neuntbesten ab (gemeinsam mit dem iranischen Beitrag Ballade von der weißen Kuh und Das Licht in den Birkenwäldern aus Ungarn), während der japanische Spielfilm Das Glücksrad und die deutsche Dokumentation Herr Bachmann und seine Klasse die Rangliste mit je 3,3 Sternen anführten.

## Auszeichnungen
Internationale Filmfestspiele Berlin 2021
- Nominierung für den Goldenen Bären (Xavier Beauvois)
- Nominierung für den Berlinale-Publikums-Preis[4][5]